# Время новостей
«Вре́мя новосте́й» (укр. Час новин)— російська щоденна газета. Видавалась з березня 2000 до грудня 2010 року на 12 шпальтах форматом А2.
16 березня 2000 року видання почало випускатись тим самим колективом, який раніше робив газету «Время МН» у рамках холдингу «Московские новости».
У газеті, що виходила 5 разів на тиждень, публікувались матеріали власних кореспондентів, політологів, істориків, мистецтвознавців, критиків.
Видавник — видавничий дім «Время».
Головний редактор: Володимир Гуревич.
Заступник головного редактора: Семен Новопрудський.
У 2010 році було оголошено про закриття газети й заміну її відновленими «Московскими новостями».